# William Cavendish-Bentinck, VI duca di Portland
William John Arthur Charles James Cavendish-Bentinck, VI duca di Portland (28 dicembre 1857 – 26 aprile 1943), è stato un politico e proprietario terriero inglese.

## Biografia

### I primi anni
William era il figlio del tenente generale Arthur Cavendish-Bentinck e della sua prima moglie Elizabeth Sophia Hawkins-Whitshed, figlia di sir Vincent Hawkins-Whitshed, II baronetto e nipote dell'ammiraglio sir James Hawkins-Whitshed, I baronetto. Sua madre morì pochi giorni dopo la sua nascita. Studiò a Eton. Ereditò i possedimenti dei Cavendish-Bentinck, attorno a Welbeck Abbey nel Nottinghamshire, da suo cugino William Cavendish-Scott-Bentinck, V duca di Portland, nel 1879. Egli succedette inoltre alla sua matrigna come secondo barone Bolsover nel 1893. La sua sorellastra, lady Ottoline Morrell, fu patrona delle arti legata al Bloomsbury Group.

### La carriera
Inizialmente intraprese la carriera militare, e servì come tenente nel Coldstream Guards. Fu tenente colonnello a mezzo servizio dell'Honourable Artillery Company dal 1881 al 1889 e colonnello onorario del 1st Lanarkshire Artillery Volunteers dal 1884 al 1891, nonché del 4th (Militia) Battalion of The Sherwood Foresters dal 1889, e poi del 7th (Robin Hood) Battalion dal 1898.
Parallelamente entrò in politica e fu deputato per i conservatori alla Camera dei lord, fu Magister equitum sotto Lord Salisbury (1886-1892 e 1895-1902) e sotto Arthur Balfour (1902-1905).
Nel 1886 divenne membro del Privy Council.
Nel 1913 il duca ospitò presso la sua residenza di Welbeck Abbey l'allora erede al trono austriaco, l'arciduca Francesco Ferdinando durante la sua visita nel Regno Unito. Durante una battuta di caccia organizzata nella tenuta partì da un fucile un colpo che cadde tra i piedi dell'arciduca. Nelle sue memorie il duca rammentava spesso cosa ne sarebbe stato della prima guerra mondiale e del mondo se l'arciduca fosse morto in quell'occasione anziché l'anno successivo a Sarajevo.
Ha lavorato anche come Lord luogotenente di Caithness (1889-1919) e come Lord Luogotenente del Nottinghamshire (1898-1939) ed era un vice tenente di Ayrshire e un fiduciario del British Museum.
Alla incoronazione di re Giorgio VI, egli portò la corona della regina Elisabetta, la cui madre (la contessa di Strathmore e Kinghorne) era sua cugina.
Morì nel mese di aprile 1943, a 85 anni. La duchessa di Portland morì nel luglio del 1954, all'età di 90 anni.

## Matrimonio
Sposò, l'11 giugno 1889, Winifred Dallas-Yorke (7 settembre 1863-30 luglio 1954), figlia di Thomas Dallas-Yorke. Ebbero tre figli:
- Lady Victoria Alexandrina Violet Cavendish-Bentinck (1890-1994), sposò il capitano Michael Erskine-Wemyss, ebbero due figli;
- William Arthur Henry Cavendish-Bentinck, VII duca di Portland (1893-1977), sposò Ivy Gordon-Lennox, ebbero due figlie;
- Lord Francisc Cavendish-Bentinck (1900-1950), morto celibe.

## Ascendenza
|                                                 |                                     |                                           | Genitori                                 |  |  | Nonni |  |  | Bisnonni                                               |  |  | Trisnonni                             |  |
|                                                 |                                     |                                           |                                          |  |  |       |  |  | William Henry Cavendish-Bentinck, III duca di Portland |  |  | William Bentinck, II duca di Portland |  |
|                                                 |                                     |                                           |                                          |  |  |       |  |  | William Henry Cavendish-Bentinck, III duca di Portland |  |  | William Bentinck, II duca di Portland |  |
|                                                 |                                     | lady Margaret Harley                      |                                          |  |  |       |  |  | William Henry Cavendish-Bentinck, III duca di Portland |  |  |                                       |  |
| lord Lord Charles Cavendish-Bentinck            |                                     |                                           |                                          |  |  |       |  |  | William Henry Cavendish-Bentinck, III duca di Portland |  |  |                                       |  |
|                                                 |                                     | lady Dorothy Cavendish                    | William Cavendish, IV duca di Devonshire |  |  |       |  |  |                                                        |  |  |                                       |  |
|                                                 |                                     | lady Dorothy Cavendish                    | William Cavendish, IV duca di Devonshire |  |  |       |  |  |                                                        |  |  |                                       |  |
|                                                 |                                     | lady Dorothy Cavendish                    | lady Charlotte Elizabeth Boyle           |  |  |       |  |  |                                                        |  |  |                                       |  |
| hon. Arthur Cavendish-Bentinck                  |                                     | lady Dorothy Cavendish                    |                                          |  |  |       |  |  |                                                        |  |  |                                       |  |
|                                                 |                                     | Richard Wellesley, I marchese Wellesley   | Garret Wesley, I conte di Mornington     |  |  |       |  |  |                                                        |  |  |                                       |  |
|                                                 |                                     | Richard Wellesley, I marchese Wellesley   | Garret Wesley, I conte di Mornington     |  |  |       |  |  |                                                        |  |  |                                       |  |
|                                                 |                                     | Richard Wellesley, I marchese Wellesley   | hon. Anne Hill-Trevor                    |  |  |       |  |  |                                                        |  |  |                                       |  |
| lady Anne Wellesley                             |                                     | Richard Wellesley, I marchese Wellesley   |                                          |  |  |       |  |  |                                                        |  |  |                                       |  |
|                                                 |                                     | Hyacinthe Gabrielle Roland                | Pierre Roland                            |  |  |       |  |  |                                                        |  |  |                                       |  |
|                                                 |                                     | Hyacinthe Gabrielle Roland                | Pierre Roland                            |  |  |       |  |  |                                                        |  |  |                                       |  |
|                                                 |                                     | Hyacinthe Gabrielle Roland                | Hyacinthe Gabrielle Varis                |  |  |       |  |  |                                                        |  |  |                                       |  |
| William Cavendish-Bentinck, VI duca di Portland |                                     | Hyacinthe Gabrielle Roland                |                                          |  |  |       |  |  |                                                        |  |  |                                       |  |
|                                                 | James Hawkins-Whitshed, I baronetto | vescovo James Hawkins                     |                                          |  |  |       |  |  |                                                        |  |  |                                       |  |
|                                                 | James Hawkins-Whitshed, I baronetto | vescovo James Hawkins                     |                                          |  |  |       |  |  |                                                        |  |  |                                       |  |
|                                                 | James Hawkins-Whitshed, I baronetto | Catherine Keene                           |                                          |  |  |       |  |  |                                                        |  |  |                                       |  |
| Vincent Keene Hawkins-Whitshed, II baronetto    | James Hawkins-Whitshed, I baronetto |                                           |                                          |  |  |       |  |  |                                                        |  |  |                                       |  |
|                                                 |                                     | contessa Sophia Henrietta Bentinck        | Johan Albrecht, conte Bentinck           |  |  |       |  |  |                                                        |  |  |                                       |  |
|                                                 |                                     | contessa Sophia Henrietta Bentinck        | Johan Albrecht, conte Bentinck           |  |  |       |  |  |                                                        |  |  |                                       |  |
|                                                 |                                     | contessa Sophia Henrietta Bentinck        | Reiniera van Tuyll van Serooskerken      |  |  |       |  |  |                                                        |  |  |                                       |  |
| Elizabeth Sophia Hawkins-Whitshed               |                                     | contessa Sophia Henrietta Bentinck        |                                          |  |  |       |  |  |                                                        |  |  |                                       |  |
|                                                 |                                     | David Montague Erskine, II barone Erskine | Thomas Erskine, I barone Erskine         |  |  |       |  |  |                                                        |  |  |                                       |  |
|                                                 |                                     | David Montague Erskine, II barone Erskine | Thomas Erskine, I barone Erskine         |  |  |       |  |  |                                                        |  |  |                                       |  |
|                                                 |                                     | David Montague Erskine, II barone Erskine | Frances Moore                            |  |  |       |  |  |                                                        |  |  |                                       |  |
| hon. Elizabeth Erskine                          |                                     | David Montague Erskine, II barone Erskine |                                          |  |  |       |  |  |                                                        |  |  |                                       |  |
|                                                 |                                     | Frances Cadwalader                        | John Cadwalader                          |  |  |       |  |  |                                                        |  |  |                                       |  |
|                                                 |                                     | Frances Cadwalader                        | John Cadwalader                          |  |  |       |  |  |                                                        |  |  |                                       |  |
|                                                 |                                     | Frances Cadwalader                        | Williamina Bond                          |  |  |       |  |  |                                                        |  |  |                                       |  |
|                                                 |                                     | Frances Cadwalader                        |                                          |  |  |       |  |  |                                                        |  |  |                                       |  |